# منافسة تنظيمية
المنافسة التنظيمية، والتي يطلق عليها كذلك اسم الإدارة التنافسية أو منافسة سياسية، عبارة عن ظاهرة في القانون والاقتصاد والسياسة تتعلق برغبة واضعي القوانين في التنافس مع بعضهم البعض في نطاق أنواع القوانين التي يتم توفيرها من أجل جذب الشركات أو غيرها من الفاعلين الآخرين للعمل في نطاق الاختصاص الخاص بهم. وتعتمد المنافسة التنظيمية على قدرة عملاء مثل الشركات أو العمال أو غير ذلك من الأشخاص على التنقل بين نظامين قانونيين منفصلين أو أكثر. وبمجرد أن يكون ذلك ممكنًا، يظهر الشغف لدى الأشخاص الذين يديرون تلك الأنظمة القانونية المختلفة للتنافس من أجل توفير ظروف أفضل من «منافسيهم» من أجل جذب الاستثمار. وبشكل تاريخي، كانت المنافسة التنظيمية توجد في دول تحتوي على أنظمة لوائح فيدرالية، خصوصًا الولايات المتحدة الأمريكية، إلا أنه منذ منتصف القرن العشرين واشتداد تطبيق العولمة الاقتصادية، أصبحت المنافسة التنظيمية أمرًا هامًا على الصعيد الدولي.
والرأي السائد هو أن المنافسة التنظيمية بين نطاقات الاختصاص تخلق سباقًا نحو القاع فيما يتعلق بالمعايير، وذلك بسبب تضاؤل قدرات أي نطاق اختصاص على فرض المعايير بدون تكلفة دفع الاستثمار الخارجي. وتقول مجموعة صغيرة من المؤيدين إن المنافسة التنظيمية في الواقع تخلق «سباقًا نحو القمة» فيما يتعلق بالمعايير، بسبب قدرة العوامل المختلفة على اختيار أكثر القواعد فاعلية، والتي يتم استخدامها من أجل أن تسود. وتعد مجالات القانون الرئيسية التي تتأثر بظاهرة المنافسة التنظيمية هي قانون الشركات وقانون العمل والضرائب وقانون البيئة.

## معلومات تاريخية
ظهر مفهوم المنافسة التنظيمية في أواخر القرن التاسع عشر وبدايات القرن العشرين من خلال تجارب منافسة الامتياز بين الولايات المختلفة في الولايات المتحدة من أجل جذب الشركات للاستقرار في نطاق الاختصاص الخاص بتلك الولايات. وفي عام 1890، سنت نيو جيرسي ميثاقًا متحررًا للشركات، كان يفرض رسومًا منخفضة لتسجيل الشركات وضرائب مالية أقل من الولايات الأخرى. وقد حاولت ديلاوير نسخ القانون من أجل جذب الشركات للعمل في تلك الولاية. وقد انتهت تلك المنافسة عندما شدد المحافظ ودرو ويلسون على اتباع قوانين نيو جيرسي مرة أخرى من خلال سلسلة مكونة من سبعة تشريعات.
وفي الوثائق الأكاديمية، خضعت ظاهرة تقليل المعايير من أجل المنافسة التنظيمية بشكل إجمالي للنقاش على يد إيه إيه بيرل وجي سي مينز في الشركات الحديثة والممتلكات الخاصة (1932)، في حين أن هذا المفهوم قد حظي بالاعتراف الرسمي من خلال المحكمة العليا الأمريكية في القرار الصادر عن القاضي لويس برانديس في قضية شركة ليجيت ضد لي عام 1933. ففي عام 1932، قام برانديس كذلك بصياغة المصطلح «معامل الديمقراطية» في شركة نيو ستيت آيس ضد ليبمان، مع الإشارة إلى تمكين الحكومة الفيدرالية من إنهاء التجارب.

## القانون الخاص

### قانون الشركات
لقد تَناقش دارسو قانون الشركات الأمريكي حول دور المنافسة التنظيمية المتعلقة بقانون الشركات لما يزيد على عقد من الزمان. قائمة مصادر مقارنة
في الأوساط الأكاديمية القانونية في الولايات المتحدة، يقال بشكل تقليدي إن قانون الشركات هو نتاج «السباق» بين الولايات من أجل جذب الشركات، وذلك من خلال جعل قوانين الشركات بها جاذبة لأولئك الذين يختارون مكانًا لشركاتهم. ومع الأخذ في الاعتبار أنه كان من الممكن منذ أمد بعيد تأسيس الشركات في ولاية ما مع ممارسة الأعمال التجارية في دول أخرى، إلا أن الولايات الأمريكية نادرًا ما كانت قادرة أو ترغب في استخدام القانون المرتبط بمكان تأسيس الشركة من أجل تنظيم أو تقييد الشركات أو أولئك الذين يقومون بإدارة تلك الشركات. ومع ذلك، قامت الولايات الأمريكية منذ أمد بعيد بتنظيم الشركات من خلال القوانين الأخرى (على سبيل المثال، قوانين البيئة وقوانين التوظيف) التي لا ترتبط بمكان تأسيس الشركات، إلا أنها تعتمد على المكان الذي تمارس فيه الشركة الأعمال التجارية.
ومن «السباق» لجذب الشركات، ظهرت ديلاوير كفائز، على الأقل بين الشركات التي يتم التداول عليها بشكل عام. وتمثل حسابات ضرائب الامتيازات للشركات ما بين 15% و20% من ميزانية الولاية.
في أوروبا، تم منع المنافسة التنظيمية من خلال عقيدة المقعد الحقيقي التي كانت سائدة في القانون الدولي الخاص للعديد من الدول الأعضاء في الاتحاد الأوروبي والمنطقة الاقتصادية الأوروبية (EEA)، والتي كانت تطلب بشكل رئيسي من الشركات أن يتم تأسيسها في الدول التي يوجد بها المكتب الرئيسي. ومع ذلك، في سلسلة من القضايا بين عامي 1999 و2003 (Centros Ltd. ضد Erhvervs- og Selskabsstyrelsen وÜberseering BV ضد Nordic Construction Company Baumanagement GmbH وKamer van Koophandel en Fabrieken voor Amsterdam ضد Inspire Art Ltd. أجبرت المحكمة الأوروبية العليا الدول الأعضاء على الاعتراف بالشركات التي يتم تأسيسها في الدول الأعضاء الأخرى، وهو ما يحتمل أن يدعم المنافسة التنظيمية في قانون الشركات الأوروبي. على سبيل المثال، في عام 2008، تبنت ألمانيا اللوائح الجديدة المتعلقة بالشركات ذات المسئولية المحدودة (GmbH)، مما يسمح بتأسيس شركات ذات مسئولية محدودة يكون رأس مالها أقل من 25 ألف يورو (رغم أنه يجب أن يتم الاحتفاظ بالعائدات حتى الوصول إلى ذلك الحد).

### قانون العمل
يمكن أن تسعى الدول، على سبيل المثال، إلى جذب الاستثمار الأجنبي المباشر من خلال فرض الحد الأدنى للأجور بخلاف الدول الأخرى، أو من خلال جعل سوق العمل أكثر مرونة.
- International Transport Workers Federation ضد Viking Line ABP أو The Rosella [2008] IRLR 143 (C-438/05

### الضرائب
- منافسة الضرائب

### القانون البيئي
غالبًا ما يتحدث علماء القانون عن القانون البيئي على أنه أحد المجالات التي تنتج المنافسة التنظيمية من خلاله «سباقًا نحو القاع» على وجه الخصوص بسبب العوامل الخارجية الناجمة عن التغييرات الواقعة في أي قانون بيئي لدولة ما. ونظرًا لأن الدولة لا يُحتمل أن تتحمل كل التكاليف المقترنة بأي أضرار بيئية ناجمة عن الصناعات السارية في تلك الدولة، فإنه يكون لديها الحافز لتقليل المعايير إلى ما هو أقل من المستوى الذي يمكن أن يكون مرغوبًا فيه إذا كانت الدولة مجبرة على تحمل كل التكاليف وحدها. ومن بين الأمثلة التي يشتهر ذكرها فيما يتعلق بهذا التأثير قوانين نظافة الهواء، حيث يمكن أن تمتلك الدول الحافز على تقليل معاييرها من أجل جذب الأعمال التجارية، مع العلم بأن تأثيرات التلوث المتزايدة تنتشر في منطقة كبيرة، وليس فقط داخل حدود تلك الدولة. وبالإضافة إلى ذلك، فإن تقليل المعايير في دولة ما سوف يؤدي إلى تشجيع الدول الأخرى على تقليل معاييرها كي لا تفقد الأعمال التجارية التي تجري بها.

## الخدمات العامة

### التعليم
في بعض الأحيان، تضع الكيانات العليا المسيطرة الحوافز للمنافسة بين الكيانات المسيطرة الأقل مستوى، ومن أمثلة ذلك برنامج السباق نحو القمة، والذي وضعته وزارة التعليم الأمريكية من أجل تحفيز الإصلاحات في التعليم في الولايات وفي المناطق المحلية للمستوى k-12.
وعلى نفس النهج، قامت وزارة التعليم والأبحاث الفيدرالية الألمانية بإطلاق برنامج يطلق عليه اسم InnoRegio لمكافأة الممارسات الإبداعية.

### الصحة
لقد أدت الدرجة المرتفعة من تسييس موضوع العضويات المعدلة وراثيًا إلى خلق ساحة معركة رئيسية للمنافسة من أجل القيادة، خصوصًا بين المفوضية الأوروبية ومجلس الاتحاد الأوروبي. والنتيجة كانت معركة طويلة حول وضع جدول الأعمال ووضع الأطر الخاصة بالمشكلات، بالإضافة إلى دورة تقوية لوائح المنافسة.

### الأمن
تم وصف الصراع بين المتمردين والعديد من الولايات الأفغانية لإظهار القوة والسيطرة والدعم الشعبي والشرعية في عيون العامة على أنه إدارة تنافسية.
وفي حين أنه أثناء الحرب الباردة كان يتم توفير الأمر من خلال مؤسسات مركزية مثل الناتو وحلف وارسو، فإن الشركات المتنافسة اليوم، والتي تبحث عن تحقيق الأرباح، تقوم بتوفير الأمن الشخصي والقومي والدولي.

## النظرية
يقول أرنولد كلينج «في الحكومات الديمقراطية، يأخذ الأشخاص نطاقات الاختصاص كما يتم توفيرها، ويقومون بانتخاب القادة. وفي الحكومات التنافسية، يأخذ الناس القادة كما يتم توفيرهم، وينتخبون نطاقات الاختصاص.»
وبالتالي، لم تؤدِ الإدارة التنافسية بشكل كبير إلى إنتاج حكومات تحررية بشكل فائق رغم أن زاك جوشينور قد أشار إلى دور تكاليف التحول للمهاجرين الدوليين فيما يتعلق بإعاقة خيار المستهلك في خلق منافسة أكبر بين الحكومات. وقد ذكر برايان كوبلان أن «المشكلة الأكبر تتمثل في أنه تقريبًا كل الحكومات الحالية لا تهدف إلى الربح (الديمقراطيات) أو لها آفاق زمنية قصيرة (الديكتاتوريات غير المستقرة) أو تشعر بالقلق حيال أنها إذا تركت الفرصة للتحرر فإنها سوف تفقد السلطة (الديكتاتوريات غير المستقرة).» وفي الواقع، قالت ماريا بروير إن أغلب الأوتوقراطيات تفضل الركود على التغييرات المتأصلة في التوسع والأشكال الأخرى للإبداع، حيث إن استكشاف الإمكانات الجديدة يمكن أن يؤدي إلى الفشل، والذي يمكن أن يؤدي بدوره إلى تقويض السلطات الأوتوقراطية.
وقد أثيرت بعض الاستفسارات حيال ما إذا كان بالإمكان إعادة إحياء الإدارة التنافسية في أستراليا من عدمه.
المزايا
يقول برينان وباوشانان (1980) إن القطاع العام عبارة عن «وحش ضخم» يميل بشكل متأصل نحو جذب الأموال من دافعي الضرائب، إلا أن هياكل الحكومة التنافسية يمكن أن تقلل من مثل هذا الاستغلال. كما قيل كذلك إن هيكل الحكومة التنافسية المركزية يسمح بتجربة السياسات العامة الجديدة بدون التعرض للضرر الشديد في حالة الفشل.
؛ العيوب
يكمن البديل للإدارة المعتمدة على السوق أو الإدارة التنافسية في الإدارة المعتمدة على المدنية أو الشراكة. وتشتمل العيوب المزعومة للإدارة التنافسية، مقارنة بالإدارة التعاونية، على ضعف إمكانية السيطرة على القدرة على مشاركة المعارف والتعاون داخل إطار الحكومة.

## وصلات خارجية
- Let A Thousand Nations Bloom
- Charter Cities
- The Seasteading Institute